# Fiction
| Оценки критиков | Оценки критиков |
| Источник        | Оценка |
| --------------- | --- |
| About.com       | [heavymetal.about.com/od/cdreviews/gr/darktranfiction.htm ссылка]                                                                                             |
| AllMusic        | ссылка |
| Metal Hammer    | 7 из 10 звёзд · 7 из 10 звёзд · 7 из 10 звёзд · 7 из 10 звёзд · 7 из 10 звёзд · 7 из 10 звёзд · 7 из 10 звёзд · 7 из 10 звёзд · 7 из 10 звёзд · 7 из 10 звёзд |
| PopMatters      | ссылка |
| Sputnikmusic    | ссылка |

Fiction — восьмой студийный альбом метал-группы Dark Tranquillity, вышедший в 2007 году.
Дизайн обложки создан Cabin Fever Media.
В лимитированной версии альбома присутствует бонусный DVD с концертными записями песен и съёмками группы за сценой, а также видеоклипы на песни «The New Build» и «Focus Shift». В дополнение, лимитированная версия диска включает в себя расширенный буклет и альтернативную обложку.
Песни «Misery’s Crown» и «The Mundane and the Magic» стали первыми со времён альбома Haven, в которых вокалист группы Микаель Станне пел чистым вокалом вместо традиционного для коллектива гроулинга. В песнe «The Mundane and the Magic» звучит вокал приглашённой вокалистки, исполненный Nell Sigland из группы Theatre of Tragedy.

## Список композиций
Все тексты написаны Микаэлем Станне, кроме трека 6, автор - Никлас Сундин.
| №   | Название                               | Музыка                                 | Длительность |
| --- | -------------------------------------- | -------------------------------------- | ------------ |
| 1.  | «Nothing to No One»                    | Henriksson, Sundin                     | 4:10         |
| 2.  | «The Lesser Faith»                     | Henriksson, Nicklasson, Jivarp, Sundin | 4:37         |
| 3.  | «Terminus (Where Death Is Most Alive)» | Henriksson, Sundin                     | 4:24         |
| 4.  | «Blind at Heart»                       | Henriksson                             | 4:21         |
| 5.  | «Icipher»                              | Brändström, Jivarp, Henriksson         | 4:39         |
| 6.  | «Inside the Particle Storm»            | Sundin                                 | 5:29         |
| 7.  | «Empty Me»                             | Henriksson                             | 4:59         |
| 8.  | «Misery's Crown»                       | Brändström, Sundin, Jivarp, Henriksson | 4:14         |
| 9.  | «Focus Shift»                          | Henriksson                             | 3:36         |
| 10. | «The Mundane and the Magic»            | Henriksson, Jivarp                     | 5:17         |

| №   | Название       | Музыка                     | Длительность |
| --- | -------------- | -------------------------- | ------------ |
| 11. | «A Closer End» | Jivarp, Henriksson, Sundin | 4:10         |

| №   | Название                         | Музыка | Длительность |
| --- | -------------------------------- | ------ | ------------ |
| 11. | «Winter Triangle» (Instrumental) | Sundin | 2:18         |

| №   | Название                                                                    | Музыка                                 | Длительность |
| --- | --------------------------------------------------------------------------- | -------------------------------------- | ------------ |
| 11. | «A Closer End»                                                              | Jivarp, Henriksson, Sundin             | 4:10         |
| 12. | «Winter Triangle» (Instrumental)                                            | Sundin                                 | 2:18         |
| 13. | «Below the Radiance»                                                        | Jivarp, Henriksson                     | 3:26         |
| 14. | «Silence in the House of Tongues» (Instrumental)                            | Sundin                                 | 3:24         |
| 15. | «Terminus (Where Death Is Most Alive) (Live at Summerbreeze Festival 2007)» | Henriksson, Sundin                     | 4:40         |
| 16. | «The Lesser Faith (Live at Summerbreeze Festival 2007)»                     | Henriksson, Nicklasson, Jivarp, Sundin | 4:48         |

## Участники записи
- Микаель Станне — вокал
- Никлас Сундин — гитара
- Мартин Хенрикссон — гитара
- Михаель Никлассон — бас
- Мартин Брэндстрём — клавиши и электроника
- Андерс Йиварп — ударные
- Нелл Сигланд (гр. Theatre of Tragedy)− приглашённая вокалистка на треке «The Mundane and the Magic»

## Чарты
| Чарт                                | Позиция |
| ----------------------------------- | ------- |
| Финляндия (Suomen virallinen lista) | 19      |
| Франция (SNEP)                      | 145     |
| Германия (Offizielle Top 100)       | 59      |
| Италия (Classifica album)           | 34      |
| Швеция (Sverigetopplistan)          | 12      |